# Jardin botanique Makino

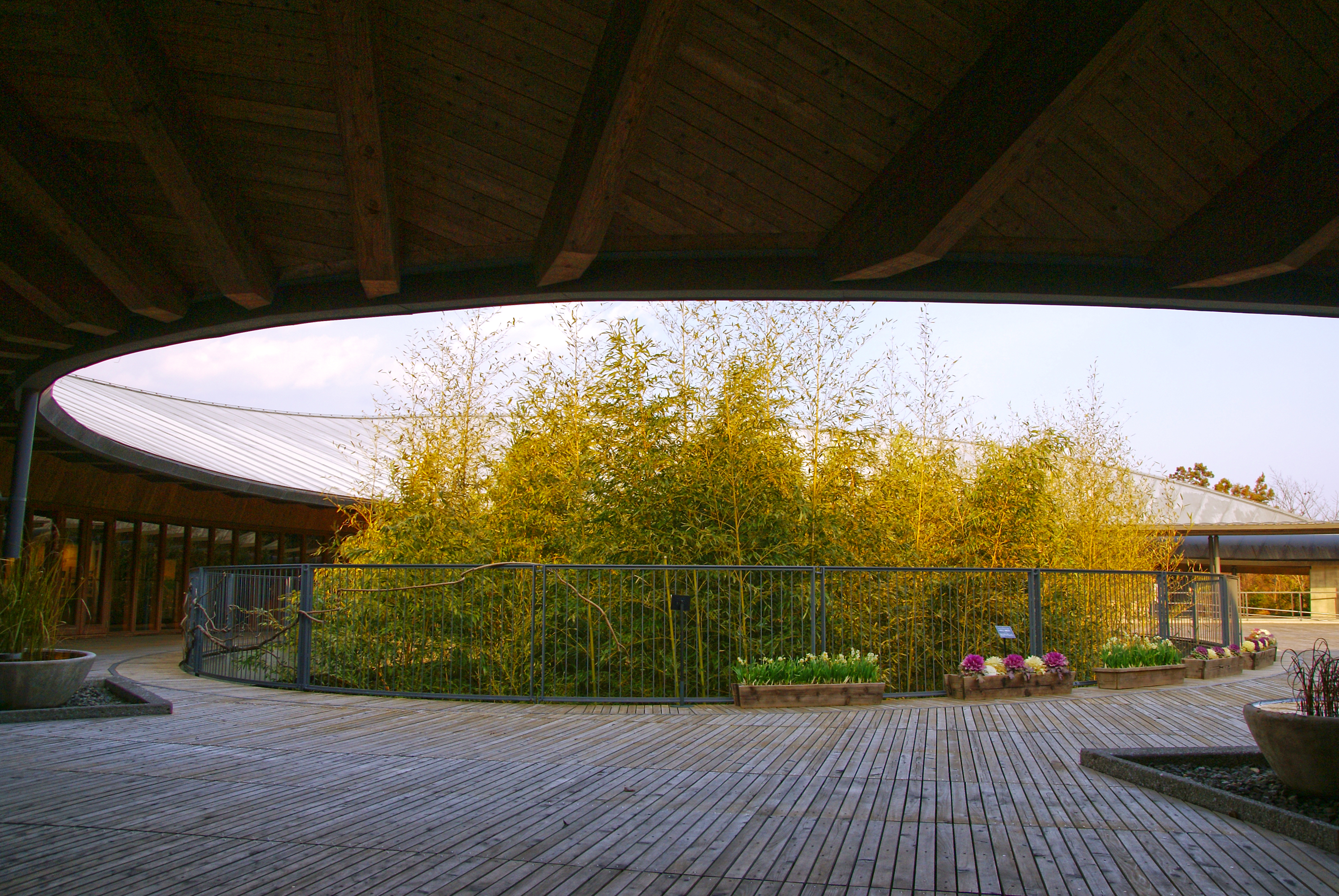
Jardin botanique Makino.

Le jardin botanique Makino (高知県立牧野植物園, Kōchi Kenritsu Makino Shokubutsuen), aussi connu sous le nom jardin botanique préfectoral Makino de Kōchi, est un jardin botanique situé à Godaisan 4200-6, Kōchi, préfecture de Kōchi au Japon. Ouvert au public tous les jours sauf le lundi, l'entrée est payante. 

## Histoire
Le jardin est créé en 1958 avec un musée consacré à Tomitarō Makino  (1862-1957), le « père de la botanique japonaise » et un laboratoire de recherche. Sa collection comprend aujourd'hui des rhododendrons japonais, des érables, des chrysanthemum, des plantes de la région de Sohayaki et des plantes sauvages de la région de la préfecture de Kōchi.

## Architecture
Réalisés en 1999, le  bâtiment principal et celui d'exposition sont l'œuvre de Hiroshi Naitō.  

## Sources
- (en) Cet article est partiellement ou en totalité issu de l’article de Wikipédia en anglais intitulé « Makino Botanical Garden » (voir la liste des auteurs).